# Виктуар де ля мюзик (академическая музыка)
Виктуар де ля мюзи́к (фр. Victoires de la musique, «Музыкальные победы») в области академической музыки — французская музыкальная премия. Присуждается ежегодно. Премия начала своё существование в рамках единой премии «Виктуар де ля мюзик» с 1985 г., с 1994 г. выделена в отдельную премию «Виктуар де ля мюзик — классика и джаз»; с 2003 г. премия в области джаза вручается отдельно (см. Виктуар де ля мюзик (джаз)).

## Певец года
- 1985: Габриэль Бакье (баритон)
- 1986: Барбара Хендрикс (сопрано)
- 1988: Барбара Хендрикс (сопрано)
- 1992: Барбара Хендрикс (сопрано)
- 1993: Жозе ван Дам (бас-баритон)
- 1994: Франсуаза Полле (сопрано)
- 1995: Натали Дессей (сопрано)
- 1998: Вероника Жан (сопрано)
- 2000: Натали Дессей (сопрано)
- 2001: Патрисия Петибон (сопрано)
- 2002: Натали Дессей (сопрано)
- 2003: Мирей Делюнш (сопрано) и Патрисия Пётибон (сопрано)
- 2004: Роберто Аланья (тенор)
- 2005: Натали Дессей (сопрано)
- 2006: Людовик Тезье (баритон)
- 2007: Филипп Жаруски (контр-тенор)
- 2008: Роландо Вильясон (тенор)
- 2009: Сандрин Пьо (сопрано)
- 2010: Филипп Жаруски
- 2011: Карин Дезе (меццо-сопрано)

## Певец — открытие года
- 1991: Мартина Дюпюи (меццо-сопрано)
- 1998: Патрисия Пётибон (сопрано)
- 2002: Стефани д'Устрак (меццо-сопрано)
- 2003: Саломе Аллер (сопрано)
- 2004: Филипп Жарусски (контр-тенор)
- 2005: Ингрид Перрюш (сопрано)
- 2006: Натали Манфрино (сопрано)
- 2007: Жан Люк Баллестра (баритон)
- 2008: Тома Долье (баритон)
- 2009: Карен Вурк (сопрано)
- 2010: Изабель Дрюэ (меццо-сопрано)

## Лучший инструменталист
- 1988: Жан Филипп Коллар (фортепиано)
- 1990: Анн Кеффелек (фортепиано)
- 1991: Режис Паскье (скрипка)
- 1992: Жорди Савалль (виола да гамба)
- 1993: Жорди Савалль (виола да гамба)
- 1994: Катрин Коллар (фортепиано) — посмертно
- 1995: Патрис Фонтанароза (скрипка)
- 1996: Франсуа Рене Дюшабль (фортепиано)
- 1997: Франсуа Рене Дюшабль (фортепиано)
- 1998: Эммануэль Паю (флейта)
- 1999: Франсуа Рене Дюшабль (фортепиано)
- 2000: Элен Гримо (фортепиано)
- 2001: Роже Мюраро (фортепиано)
- 2002: Лоран Корсья (скрипка)
- 2003: Нельсон Фрейре (фортепиано)
- 2004: Давид Герье (труба)
- 2005: Рено Капюсон (скрипка)
- 2006: Анна Гастинель (виолончель)
- 2007: Давид Герье (труба)
- 2008: Жан Гиэн Кейра (виолончель)
- 2009: Пьер Лоран Эмар (фортепиано)
- 2010: Давид Фре (фортепиано)
- 2011: Бертран Шамайю (фортепиано)

## Инструменталист — открытие года
- 1994: Анна Гастинель (виолончель)
- 1995: Мари Жозефа Жюд (фортепиано)
- 1996: Изабель Моретти (арфа)
- 1997: Клер Дезер (фортепиано)
- 1998: Клер-Мари Лё Ге (фортепиано)
- 1999: Ванесса Вагнер (фортепиано)
- 2000: Рено Капюсон (скрипка)
- 2001: Готье Капюсон (виолончель)
- 2002: Эмманюэль Бертран (виолончель)
- 2003: Офели Гайяр (виолончель)
- 2004: Эммануэль Россфельдер (гитара)
- 2005: Паскаль Амуайель (фортепиано)
- 2006: Бертран Шамайю (фортепиано)
- 2007: Антуан Тамести (альт)
- 2008: Давид Грейльсаммер (фортепиано)
- 2009: Ромен Лёлё (труба)

## Открытие года — зарубежный исполнитель
- 2002: Алексей Огринчук (гобой)
- 2003: Роландо Вильясон (тенор)
- 2004: Татьяна Васильева (виолончель)
- 2005: Неманья Радулович (скрипка)
- 2006: Марсела Роджери (фортепиано)

## Дирижёр года
- 1994: Мишель Плассон
- 1995: Чон Мён Хун
- 1996: Мишель Плассон
- 1997: Жорж Претр
- 1998: Мишель Плассон

## Камерный ансамбль
- 1986: фортепианный дуэт сёстры Лабек
- 1994: Квартет имени Равеля
- 1995: дуэт Жерар Коссе и Франсуа Рене Дюшабль
- 1996: Квартет имени Дебюсси
- 1997: Трио «Скиталец»
- 1998: дуэт Режис Паскье и Жан Клод Пеннетье
- 1999: Мишель Порталь, Эммануэль Паю, Поль Мейер, Эрик Лесаж, Франсуа Сальк, Франсуа Лёлё, Николя Валлад, Матьё Дюфур, Жильбер Оден, Аб Костер, Фредерик Мелларди, Коля Бляхер (ансамбль, осуществивший запись всех камерных произведений Франсиса Пуленка)
- 2000: Трио «Скиталец»
- 2001: Les Talens Lyriques (руководитель Кристоф Руссе)
- 2009: Трио «Скиталец»

## Инструментальный ансамбль
- 1985: Оркестр Парижа (дирижёр Даниэль Баренбойм)
- 1993: Оркестр Капитолия Тулузы (дирижёр Мишель Плассон)
- 1994: Оркестр Радио Франции (дирижёр Марек Яновский)
- 1995: Барочный ансамбль Лиможа (дирижёр Кристоф Куан)
- 1999: Оркестр Национальной оперы в Лионе (дирижёр Кент Нагано)
- 2000: Оркестр Капитолия Тулузы (дирижёр Мишель Плассон)
- 2001: Музыканты Лувра (Гренобль) (дирижёр Марк Минковски)
- 2003: Камерный оркестр Le Concert d'Astrée (дирижёр Эмманюэль Хаим)
- 2004: Оркестровый ансамбль Парижа (дирижёр Джон Уилтон Нельсон)

## Вокальный коллектив
- 1994: A Sei Voci
- 1997: Хор Радио Франции
- 1998: Хор «Vittoria» региона Иль-де-Франс (дирижёр Мишель Пикмаль)
- 1999: Хор «Vittoria» региона Иль-де-Франс (дирижёр Мишель Пикмаль)
- 2000: Хор «Vittoria» региона Иль-де-Франс (дирижёр Мишель Пикмаль)
- 2002: Камерный хор Accentus (дирижёр Лоранс Экильбе)
- 2005: Камерный хор Accentus (дирижёр Лоранс Экильбе)
- 2006: Камерный хор Les Éléments (дирижёр Жоэль Сююбьет)
- 2007: Камерный хор Musicatreize (дирижёр Ролан Айрабедян)
- 2008: Камерный хор Accentus (дирижёр Лоранс Экильбе)

## Композитор года
- 2002: Паскаль Дюсапен
- 2003: Тьерри Эскеш
- 2004: Эрик Танги
- 2005: Филипп Эрсан
- 2006: Тьерри Эскеш
- 2008: Эрик Танги
- 2009: Брюно Мантовани
- 2010: Филипп Эрсан
- 2011: Тьери Эскеш

## Сочинение года
- 1985: Пьер Булез, «RESPONS»
- 1986: Анри Дютийё, Концерт для скрипки с оркестром
- 1987: Яннис Ксенакис, «Плеяды»
- 1988: Пьер Анри, Десятая симфония Бетховена
- 1990: Бернар Пармеджани, Сотворение мира
- 1991: Мариус Констан, Четыре концерта
- 1992: Анри Дютийё, «Тайна мгновения»
- 1993: Морис Оана, «Плач по Игнасио Санчесу Мехиасу»
- 1994: Морис Оана, Сочинения для десятиструнной гитары
- 1995: Анри Дютийё, Камерная музыка (фр. Musique de chambre)
- 1996: Марсель Ландовский, Струнный квартет «Вопрос» (фр. L'interrogation)
- 1997: Марсель Ландовский, Концерт для скрипки с оркестром
- 1998: Паскаль Дюсапен, Extenso, Apex, La Melancholia
- 1999: Жерар Гризе, «Vortex Temporum»
- 2000: Бернар Каванна, Концерт для скрипки с оркестром
- 2001: Том Джонсон, Петли Кинци (англ. Kientzy Loops)
- 2007: Паскаль Дюсапен, «Последняя ночь Фауста» (англ. Faustus, the last night)

## Музыкальная постановка года
- 1992: «Лулу» Альбана Берга в постановке парижского Театра Шатле
- 1995: «Леди Макбет Мценского уезда» Дмитрия Шостаковича в постановке парижской Opéra Bastille, дирижёр Мюнг Вун Чунг
- 1996: «Диалоги кармелиток» Франсиса Пуленка (Катрин Дюбоск, Надин Дениз, Мартина Дюпюи, Кристиан Папи, Франсуаза Полле, Оркестр Капитолия Тулузы, дирижёр Мишель Плассон)
- 1997: «Пелеас и Мелизанда» Клода Дебюсси (Жерар Терюэль, Мирей Делюнш, Элен Жоссу, Арман Арапян, Габриэль Бакье, Франсуаза Гольфье, Национальный оркестр Лилля, дирижёр Жан-Клод Казадезюс)
- 1998: «Вертер» Жюля Массне (Джерри Хедли, Анна Софи фон Оттер, Дон Апшоу, Оркестр Национальной оперы в Лионе, дирижёр Кент Нагано)
- 2001: «Прекрасная Елена» Жака Оффенбаха (Парижский Национальный театр)

## Международный вклад во французскую музыку
- 1994: Жозе ван Дам
- 1995: Джон Элиот Гардинер
- 1996: Карло Мария Джулини, Консертгебау
- 1997: Фелисити Лотт

## Лучшая хореографическая постановка во Франции
- 1995 — Морис Бежар, «Чудесный мандарин» на музыку Белы Бартока
- 1996 — Жан-Клод Галотта, «Вариации Улисса» на музыку Жан-Пьера Друэ
- 1997 — Анжелен Прельжокаж, «Ромео и Джульетта» на музыку Сергея Прокофьева
- 1998 — Каролин Карлсон, «Знаки» на музыку Рене Обри

## Лучшая запись года
- 1986: Прелюдии Дебюсси (Ален Плане)
- 1987: Все произведения для фортепиано Эрика Сати (Альдо Чикколини и Габриэль Таккино)
- 1988: «Послеполуденный отдых фавна» Дебюсси, «Ученик чародея» Поля Дюка, «Павана на смерть инфанты» Равеля, Гимнопедии № 1 и 3 Эрика Сати (Национальный оркестр Франции, дирижёр Жорж Претр)
- 1990: «Кармен» Жоржа Бизе (Национальный оркестр Франции, дирижёр Сэйдзи Одзава)
- 1991: Все произведения для оркестра Мориса Равеля (Кливлендский оркестр и Нью-Йоркский филармонический оркестр, дирижёр Пьер Булез)
- 1992: Квартеты, посвящённые Гайдну Моцарта (квартет «Мозаики»)
- 1993: «Монтесума» Антонио Вивальди (ансамбль «La Grande Écurie et la Chambre du Roy», дирижёр Жан-Клод Мальгуар)
- 1994: «Диалоги кармелиток» Франсиса Пуленка (Катрин Дюбоск, Рита Горр, Жозе ван Дам, Оркестр Национальной оперы в Лионе, дирижёр Кент Нагано)
- 1995: Eclair sur l’au-delà Оливье Мессиана (оркестр Opéra Bastille, дирижёр Мюнг Вун Чунг)
- 1996: Концерты для виолончели с оркестром Эдуара Лало и Камиля Сен-Санса (Анн Гастинель, Национальный оркестр Лиона, дирижёр Клаудио Аббадо)
- 1997: Концерт для фортепиано с оркестром Мориса Равеля и Фантазия для фортепиано с оркестром Клода Дебюсси (Франсуа Рене Дюшабль, Оркестр Капитолия Тулузы, дирижёр Мишель Плассон)
- 1998: «Дама в белом» Франсуа Буальдьё (Рокуэлл Блейк, Анник Массис, Мирей Делюнш, Оркестровый ансамбль Парижа, дирижёр Марк Минковский)
- 1999: «Лакме» Лео Делиба (Натали Дессе, Жозе ван Дам, Грегори Кунде, хор и оркестр Капитолия Тулузы, дирижёр Мишель Плассон)
- 1999: оперы «Байка про лису, петуха, кота да барана» и «Соловей» Игоря Стравинского (Натали Дессе, оркестр и хор Парижской оперы, дирижёр Джеймс Конлон)
- 2001: Героини: Арии Моцарта (Натали Дессе, Оркестр эпохи Просвещения, дирижёр Луи Лангре)
- 2002: Итальянские арии К. В. Глюка (Чечилия Бартоли и Берлинская Академия старинной музыки)
- 2003: «Пелеас и Мелизанда» Клода Дебюсси (Анна Софи фон Оттер, Вольфганг Хольцмайр, Лоран Наури, Национальный оркестр Франции, дирижёр Бернард Хайтинк)
- 2004: «Кармен» Жоржа Бизе (Анджела Георгиу, Роберто Аланья, хор Les Éléments, Оркестр Капитолия Тулузы, дирижёр Мишель Плассон)
- 2006: Génération, Phonal, Feuermann, Ritratto concertante Жан Луи Агобе (Мишель Порталь, Поль Мейер, Ален Биллар, Ксавье Филипп, Александр Палей, Страсбургский филармонический оркестр, дирижёр Франсуа Ксавье Рот
- 2008: Карестини: История кастрата (Филипп Жаруски, ансамбль Le concert d'Astrée, дирижёр Эмманюэль Аим)
- 2009: Lamenti: любовные арии Франческо Кавалли, Клаудио Монтеверди, Джакомо Кариссими и др. (Роландо Вильясон, Натали Дессе, Вероника Жан, Филипп Жаруски, Мари Николь Лемьё и др., ансамбль Le concert d'Astrée, дирижёр Эмманюэль Аим)
- 2011: Фортепианные концерты Равеля, Пьер-Лоран-Эмар, Кливлендский оркестр, дирижёр - Пьер Булез

## Оперная запись года
- 1994: «Дон Кихот» Жюля Массне (Тереса Берганса, Ален Фондари, Жозе ван Дам, Оркестр Капитолия Тулузы, дирижёр Мишель Плассон)

## Лучшая иностранная запись
- 1995: Концерт для скрипки с оркестром № 5 и Концертная симфония для скрипки и альта с оркестром Моцарта (Режис Паскье, Бруно Паскье, Льежский филармонический оркестр, дирижёр Пьер Бартоломе)
- 1996: Концерты для скрипки с оркестром Глазунова и Чайковского (Максим Венгеров, Берлинский филармонический оркестр, дирижёр Клаудио Аббадо)
- 1997: «Замок герцога Синяя борода» Белы Бартока (Анна Софи фон Оттер, Джон Томлинсон, Берлинский филармонический оркестр, дирижёр Бернард Хайтинк)
- 1998: Танго Астора Пьяццолы (Гидон Кремер, Пер Арне Глорвиген, Вадим Сахаров, Алоис Пош)
- 1999: «Тени времени» Анри Дютийё (Бостонский симфонический оркестр, дирижёр Сэйдзи Одзава)
- 2000: «Святой Франциск Ассизский» Оливье Мессиана (Жозе ван Дам, Дон Апшоу, Оркестр Халле, дирижёр Кент Нагано)
- 2007: Ноктюрны Шопена (Маурицио Поллини)

## Лучшая запись старинной или барочной музыки
- 1994: Темная утреня (фр. Leçons de ténèbres) Марка Антуана Шарпантье (Il Seminario Musicale, дирижёр Жерар Лен)
- 1995: Большие мотеты Жана Филиппа Рамо (Les Arts Florissants, дирижёр Уильям Кристи)
- 1996: Темная утреня (фр. Leçons de ténèbres) Марка Антуана Шарпантье — второй том (Il Seminario Musicale, дирижёр Жерар Лен)
- 1997: Три ламентации Никколо Йоммелли (Il Seminario Musicale, дирижёр Жерар Лен)
- 2005: «Неистовый Роланд» Антонио Вивальди (Ансамбль Матеус, дирижёр Жан Кристоф Спинози, в заглавной партии Мари Николь Лемьё)

## DVD года
- 2004: Пять фортепианных концертов Бетховена (Франсуа Рене Дюшабль, Оркестровый ансамбль Парижа, дирижёр Джон Уилтон Нельсон)
- 2005: оперетта Только не в губы Мориса Ивена (режиссёр Ален Рене, дирижёр Бруно Фонтен)
- 2006: Урок музыки (концерты-лекции Жана Франсуа Зигеля)
- 2007: «Травиата» Джузеппе Верди (Роландо Вильясон, Анна Нетребко, Венский филармонический оркестр, дирижёр Карло Рицци)

## Victoire d’honneur (За заслуги перед музыкой)
- 2001: Национальный оркестр Страны Луары
- 2004: Этьен Ватло, Элен Гримо, Жан-Клод Казадезюс, Мстислав Ростропович
- 2005: Монтсеррат Кабалье, Фелисити Лотт, Жорж Претр, Нельсон Фрейре
- 2006: Тереса Берганса, Луи Брикар, Анне-Софи Муттер, Мишель Порталь, Альдо Чикколини
- 2007: Жан Ив Тибоде
- 2008: Евгений Кисин
- 2010: Вадим Репин
- 2011: Брижит Анжерер